# Торри-ди-Белен
Башня Торре-де-Белен (порт. Torre de Belém — «башня Вифлеема») — укреплённое сооружение (форт) на острове в реке Тежу в одноимённом районе Лиссабона. Построена в 1515—1521 годах Франсишку де Аррудой в честь открытия Васко да Гама морского пути в Индию и служила поочерёдно небольшой оборонительной крепостью, пороховым складом, тюрьмой и таможней.
Четырёхэтажное сооружение высотой 35 метров является образцом мануэлинского архитектурного стиля, характерного для Португалии эпохи Возрождения, однако почти утраченного ныне. В XIX веке памятник стал объектом интереса и гордости португальских романтиков, была произведена капитальная реставрация. В 1983 году башня и близлежащий монастырь иеронимитов Жеронимуш были объявлены ЮНЕСКО памятниками Всемирного культурного наследия. В настоящее время башня открыта для посещения.